# Zona hadal

As camadas da zona pelágica.

Em biologia marinha, chama-se zona hadal, zona hadopelágica ou andar hadal ao ecossistema das fossas abissais, com mais de 6.000 m de profundidade. Trata  da camada mais inferior da zona pelágica, abaixo da zona abissal.
É o domínio dos seres abissais.

## Condições físicas na zona Hadal
A falta de luz e a intensa pressão criam condições de vida hostil. Por exemplo, no fundo da Fossa das Marianas, a 11 000 m de profundidade, a pressão atinge 1100 atmosferas.